# Kampong

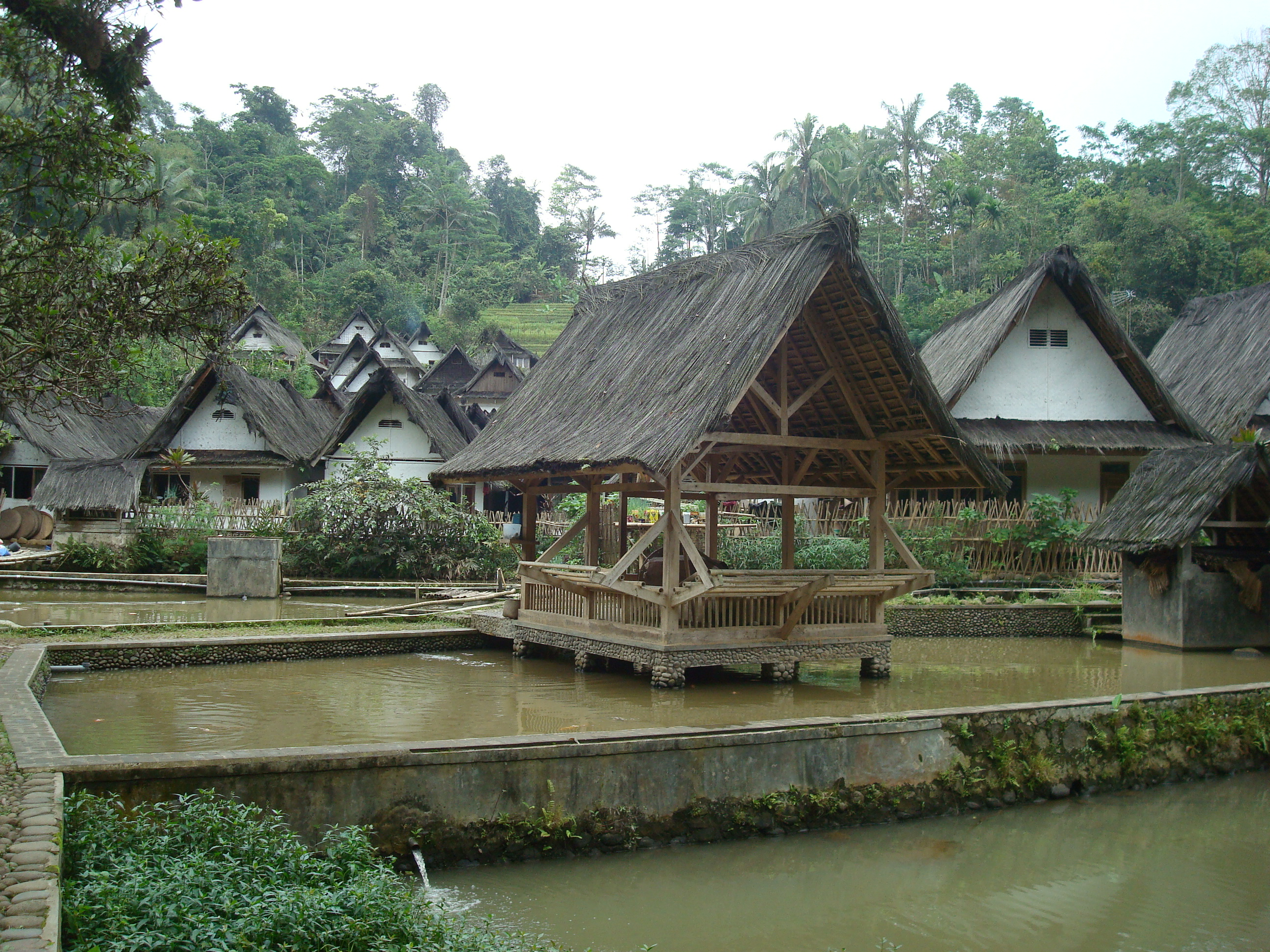
Kampung Naga, un village traditionnel soundanais.

Un kampong ou kampung désigne un village en Malaisie, Indonésie, à Brunei, Singapour, et plutôt un port au Cambodge. D'après une étymologie populaire, le mot anglais compound en dériverait,,.

## Brunei
Le kampong représente le dernier échelon territorial après le district (daerah) et le sous-district (mukim). Certains ont une raison historique quand d'autres n'ont été créés qu'à des fins statistiques ou intégrés à Bandar Seri Begawan. Les formes « kampong » et « kampung » sont utilisées de manière équitable ; par exemple, Kampong Keriam (en) est appelé « kampong » par le ministère des Statistiques et « kampung » par la Poste de Brunei.

## Indonésie
Le terme « kampung » désigne une unité administrative de 4e niveau en Papouasie et Papouasie occidentale.
Le mot « kampung » désigne aussi le village par rapport à la ville, la kota. Aujourd'hui, la plupart des villes indonésiennes sont des réunions de kampungs. Mais kampung a aussi une connotation ethnique, ce qui donna ensuite à des lieux leurs noms : Kampung Bugis, le village des Bugis, Kampung Ambon, le village des Amboinais, Kampung Jawa, le village des Javanais.
L'autre nom pour désigner un village indonésien est desa.

## Malaisie
En Malaisie, un kampung comporte moins de 10 000 habitants. Le chef de village s'appelle un penghulu  et a un pouvoir judiciaire. Dans le Sarawak et le Kalimantan oriental, certains villages nommés long étaient à l'origine peuplés d'Orang Ulus.
Les Britanniques initièrent le programme Kampong Baru (« Nouveau village ») qui consistait à convertir les Malaisiens à la vie urbaine. Ce programme fut continué par le premier ministre Mahathir Mohamad qui, associant le kampong au traditionalisme rétrograde, eut une politique urbaine en conséquence.

## Singapour
Du fait de l'urbanisation, il ne reste qu'un kampong : Kampong Buangkok, mais il est lui aussi menacé par l'urbanisation.

## Galerie

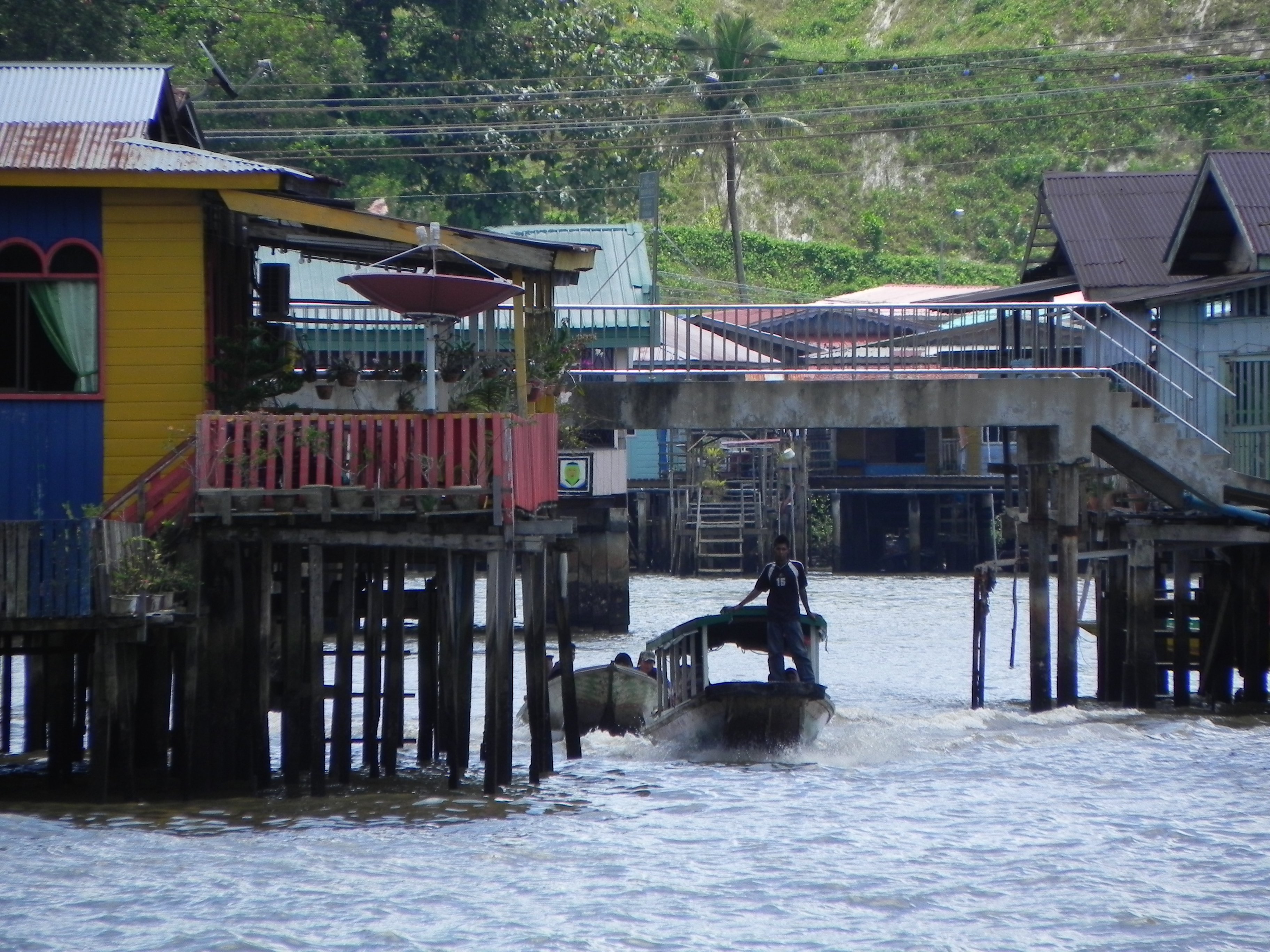
Le Kampong Ayer, un village sur pilotis de Brunei.
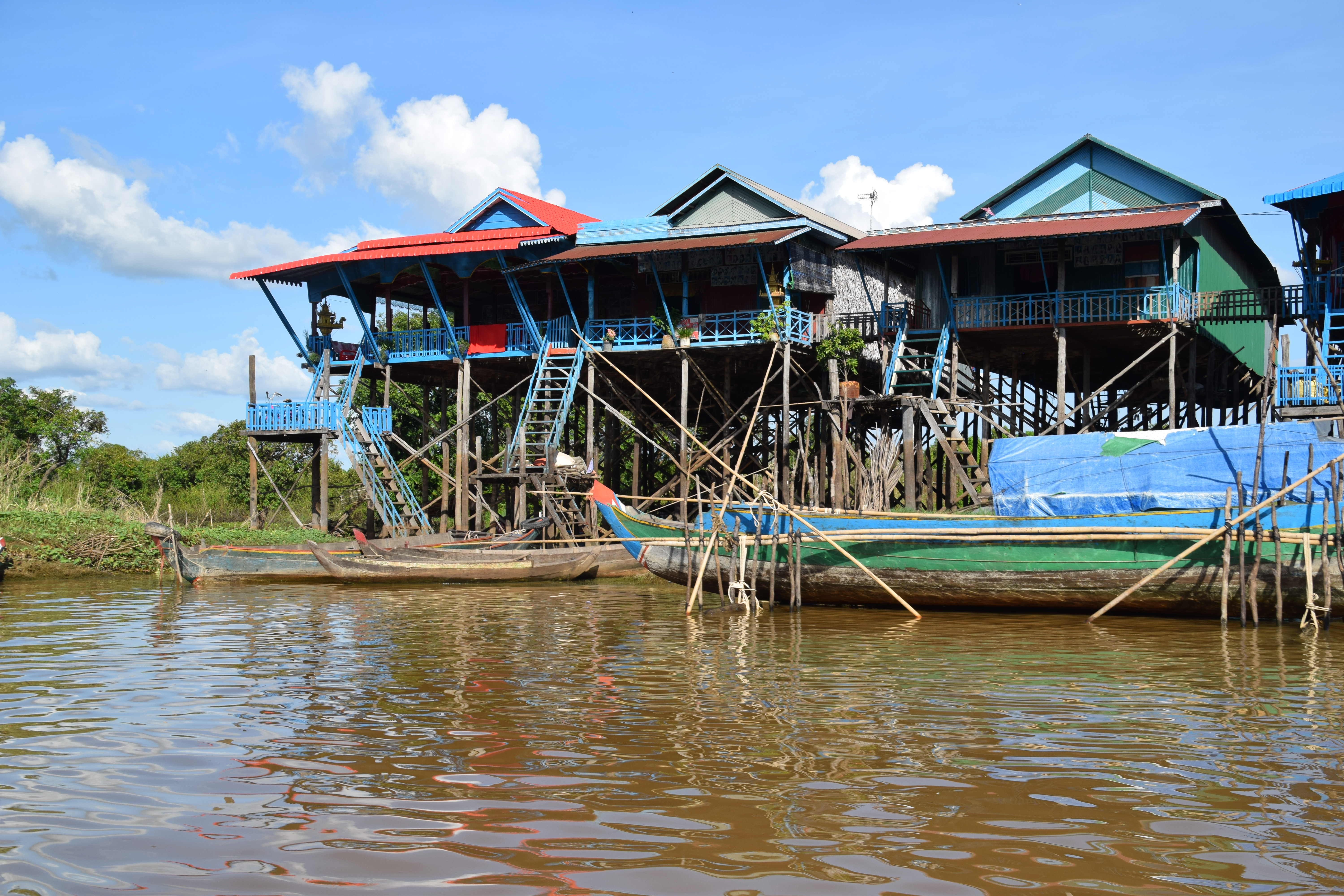
Kampong Phluk (en) au Cambodge.
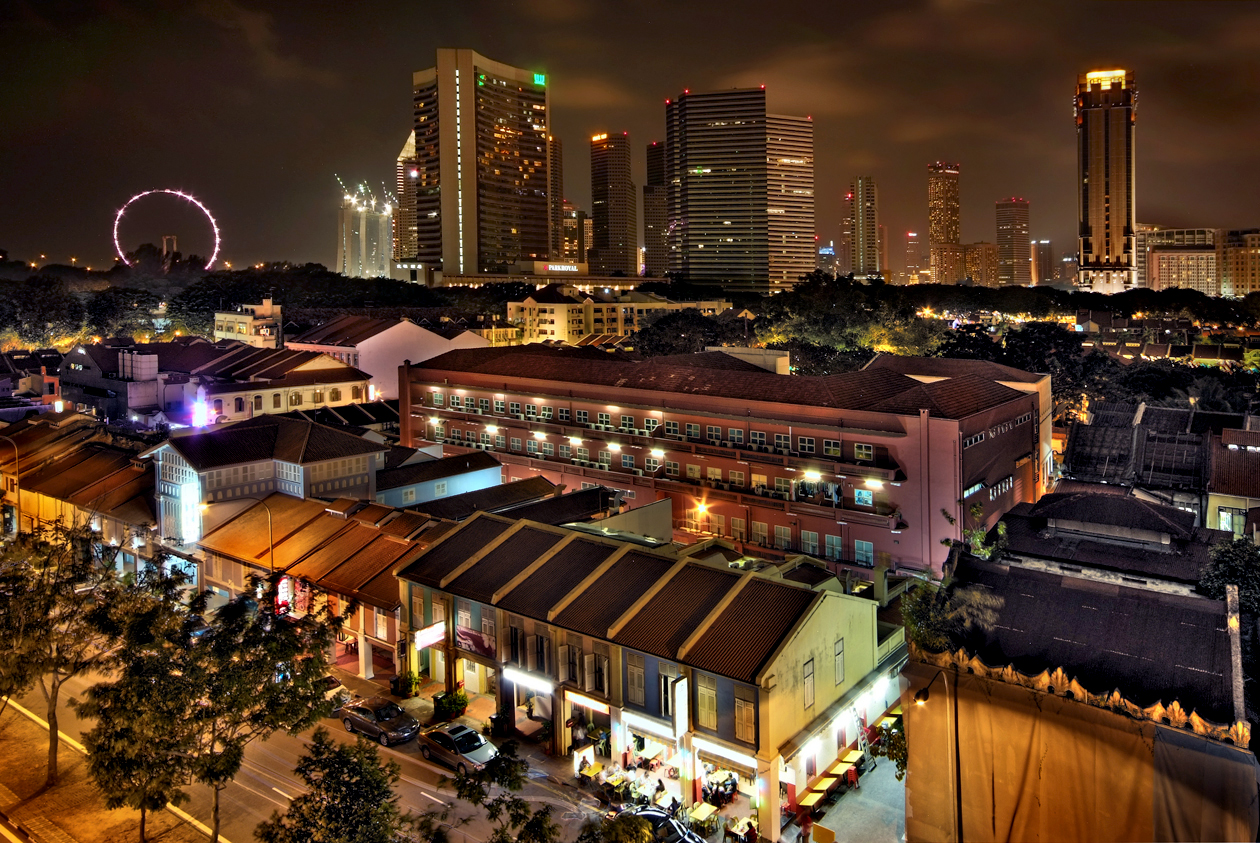
Kampong Glam (en), à l'origine un village de Singapour.